# Qualificazioni al campionato mondiale femminile di calcio 1999
Questa voce raccoglie un approfondimento sulle gare di qualificazione alla fase finale del campionato mondiale femminile di calcio 1999.

## CAF
Le due squadre qualificate alla fase finale del mondiale sono le due finaliste del Campionato africano femminile di calcio 1998.
Squadre qualificate:
- Nigeria (vincitrice African Women's Championship)
- Ghana (finalista African Women's Championship)

## AFC
Le squadre qualificate alla fase finale del mondiale sono la vincitrice, la finalista e la 3ª classificata della Coppa d'Asia femminile 1997.
Squadre qualificate:
- Cina (vincitrice AFC Women's Championship)
- Giappone (finalista AFC Women's Championship)
- Corea del Nord (3° AFC Women's Championship)

## UEFA
Un totale di 16 squadre sono divise in quattro gruppi nominati di Classe A in cui le prime classificate vengono qualificate automaticamente alla fase finale del torneo mentre le 2° classificate si sfideranno in due partite di andata e ritorno dove le due vincitrici si uniranno alle altre quattro già presenti.
Squadre qualificate:
- Svezia (1ª classificata nel gruppo 1);
- Italia (1ª classificata nel gruppo 2);
- Norvegia (1ª classificata nel gruppo 3);
- Danimarca (1ª classificata nel gruppo 4);
- Germania (vincitrice spareggio);
- Russia (vincitrice spareggio).

## CONCACAF
Il torneo CONCACAF Women's Championship 1998 è servita come metodo di qualificazione alla fase finale del mondiale per la vincitrice del torneo mentre per la finalista è necessario uno spareggio contro la 2ª classificata del gruppo della CONMEBOL.
Squadre qualificate:
- Canada (vincitrice del CONCACAF Women's Championship)
- Messico (vincitrice playoff contro l'Argentina)
- Stati Uniti (paese organizzatore)

## OFC
La vincitrice del torneo OFC Women's Championship 1998 viene automaticamente qualificata alla fase finale del mondiale.
Squadra qualificata:
- Australia (vincitrice del OFC Women's Championship)

## CONMEBOL
La terza edizione del Campionato sudamericano femminile di calcio tramite la vincitrice del girone di qualificazione determina la squadra che raggiunge automaticamente la fase finale del mondiale. La finalista invece dovrà effettuare uno spareggio in doppio confronto con la finalista del torneo della CONCACAF.
Squadra qualificata:
- Brasile (vincitrice della Copa América Femenina)

## Spareggio CONCACAF-CONMEBOL
Allo spareggio hanno preso parte il Messico, finalista nella CONCACAF Women's Championship 1998, e l'Argentina, finalista nella Coppa America. La vincitrice si è qualificata al campionato mondiale.. La gara di andata si è disputata il 14 dicembre 1998 e la gara di ritorno il 19 dicembre 1998.
| Squadra 1 | Totale | Squadra 2 | Andata | Ritorno |
| --------- | ------ | --------- | ------ | ------- |
| Messico   | 6 - 3  | Argentina | 3 - 1  | 3 - 2   |